# Ben 10: Secretul Omitrixului
Ben 10: Secretul Omitrixului este un film de animație de acțiune bazat pe serialul de animație Ben 10. A fost difuzat pe 10 august 2007 în Statele Unite, în România fiind difuzat pe 21 martie 2008. Filmul a fost creat ca un final oficial al serialului chiar dacă a fost difuzat cu câteva luni înainte de ultimele opt episoade al sezonului al 4-lea.

## Rezumat
Actiunea acestui film animat se petrece undeva in cadrul sezonului 4 din seria animata Ben 10, intre episoadele 4 si 5. Spre deosebire de episoadele seriei animate care au o duratie medie de 30 minute, filmul dureaza 70 de minute prezentand o aventura a lui Benjamin Tennyson ceva mai speciala decat cele de care a avut parte in serial. Dupa lupta de la o fabrica nucleara cu Dr. Animo, Omnitrixul incepe sa se comporte ciudat. Tetrax, care era un DiamondHead revine pe Pamant si ii spune lui Ben ca Omnitrixul si-a activat functia de auto-distrugere. El aflase asta deoarece ceasul emitea un semnal cand functia s-a activat. Cei doi pleaca sa il caute pe creatorul Omnitrix-ului, Azmuth, ca sa opreasca auto-distrugerea, mai ales ca aceasta insemna distrugerea a tot universul.Gwen nu se poate abtine sa lipseasca in aceasta aventura astfel se furiseaza pe nava lui Tetrax cand acestia pornesc la drum. Tetrax nu era singurul care putea receptiona acest semnal, mai era cineva, care era foarte interesat de obtinerea Omnitrix-ului si anume Vilgax care voia sa se razbune pe Ben. Pe langa cei 10 extrateresti principali ai seriei, FourArms, XLR8, StinkFly, HeatBlast, DiamondHead, WildMutt, CannonBolt, Upgrade, RipJaws si GreyMatter, in film apare un nou extraterestru surpriza datorita caruia Vilgax este invins.

## Legături externe
- Ben 10: Secret of the Omnitrix at Internet Movie Database
- Ben 10: Secretul Omnitrixului la cinemarx.ro Arhivat în 5 martie 2016, la Wayback Machine.